# Tomáš Škrdle
Tomáš Škrdle (9. září 1853, Pleše u Kardašovy Řečice – 29. listopadu 1913, Praha) byl katolický kněz-katecheta, organizátor katolického života v Čechách, průkopník křesťanského socialismu.

## Kněžská dráha
Pocházel z rodiny majitele zemědělského statku. Základní školní vzdělání zahájil v Pleších (1860–1864) a Kardašově Řečici (1864–1867), do gymnázia pak chodil (1867–1875) v Jindřichově Hradci. Bohosloví absolvoval v l. 1875–1879 v Hradci Králové a Praze, na kněze vysvěcen v r. 1879. Krátce působil jako kaplan ve Svatoboru (Zwetbau) u K. Varů a v Zakšově (Sachsengrün) u Doupova. Ještě v r. 1879 pro nemoc přeložen jako katecheta na Žižkov, kde vyučoval na obecných a měšťanských školách do r. 1893 s výjimkou let 1883–1884 (léčení ve Schwarzbachu v H. Rakousích). V l. 1893–1913 v Praze-Karlíně jako výpomocný katecheta. Nositel vyznamenání Pro Ecclesia et Pontifice (1905) a knížecí arcibiskupský notář (1909).

## Veřejná a literární činnost
Od studentských let psal do novin, sbíral národopisný materiál (pohádky, pověsti) a zakládal katolické knihovny na českém venkově. Po příchodu na Žižkov se zapojil do charitativní činnosti na půdě spolku sv. Vincence. Od r. 1884 se těžiště jeho práce přeneslo do družstva Vlast, byl jeho původcem, zakladatelem a hybnou silou až do smrti. Vybudoval v něm nejvýznamnější centrum katolické organizátorské práce v letech před 1. sv. válkou, které vyvíjelo široké aktivity v náboženské, kulturní a sociální oblasti. Na počátku 90. let 19. století inicioval založení prvního křesťansko-sociálního periodika v Čechách, Nedělní dělnické přílohy Čecha (redigoval v l. 1891–1893), založil Sociální odbor Vlasti (1891), který vydával Dělnické noviny, později přejmenované na Naše listy.
Významná byla jeho práce ve sféře tisku, psal do Vlasti, Čecha, Hlasu, Dělnických novin, Našich listů, Světozoru, v r. 1896 zakladatelem Tiskové ligy, redaktorem Vlasti (1884–1913), do družstva Vlasti převzal vydávání četných časopisů (Vychovatel, Sborník Historického kroužku, kalendář Svatý Vojtěch) a vybudoval v něm ediční středisko vydávající katolickou literaturu (edice Hlasy svatováclavské, Vzdělávací četba katolické mládeže) ve vlastní tiskárně (1900).
Široce založené byly i jeho spolkové aktivity (1904 zal. Spolek pro zakládání katolických knihoven, 1908 zal. Pedagogický svaz, v Jednotě katolického učitelstva, v Jednotě katolických tovaryšů, ve Spolku přátel školských bratří atd.). V l. 1890–1893 předsedou Národopisného odboru Společnosti přátel starožitností v Praze.

## Politické aktivity
Podílel se společně s Tomášem Josefem Jirouškem a Rudolfem Horským na přípravách k založení Křesťansko-sociální strany pro Čechy, Moravu, Slezsko a Dolní Rakousy (1894 v Litomyšli). Zpočátku se v ní však neangažoval a zapojil se až později. V r. 1895 se stal členem konzervativně orientované Družiny pro katolickou organizaci, která stála za založením Katolické strany národní v Čechách. Křesťansko-sociální stranu v Čechách ovlivnil ze zákulisí, ze svých pozic v družstvu Vlast, svým ultramontanismem, krajně konzervativním smýšlením a rigidními postoji, motivovanými apologetickými důvody. Zaujal bojovně odmítavý postoj vůči moravským křesťanským sociálům, Katolické moderně kolem Karla Dostála-Lutinova i staročechům. Stal se jednou z klíčových postav stranického rozkolu v polovině 90. let, kdy se křesťansko sociální strana rozdělila a skupina kolem Emila Dlouhého-Pokorného založila Křesťansko-sociální stranu lidovou. Škrdle vstoupil oficiálně do křesťansko-sociální strany teprve po této roztržce v r. 1899. V l. 1899–1906 pracoval jako člen výkonného výboru strany. Stál u zrodu Strany katolického lidu (1906). Do popředí politického dění vstoupil opět v r. 1910 ve skupině tzv. Memorandistů kritizujících frakci křesťanských sociálů kolem Václava Myslivce. Stal se členem Akčního výboru katolicko-národního a pak v l. 1911–1913 spoluzakladatelem a členem výkonného výboru Katolicko-národní strany konzervativní.

## Závěr života
V roce 1910 se u Škrdleho začaly projevovat zdravotní potíže (bývá uváděna blíže nespecifikovaná krční choroba), které se nejprve snažil léčit pobytem v Mariánských Lázních a později opakovanými pobyty u Jaderského moře v Itálii. Tyto pokusy však neměly valného účinku, Škrdlemu byla roku 1913 navíc diagnostikována rakovina jater, které nakonec v pražské Nemocnici Milosrdných bratří podlehl. Rekviem bylo slouženo v kostele svatých Šimona a Judy při pražském klášteře Milosrdných bratří (v sousedství nemocnice, kde Škrdle zemřel) a poté byl 2. prosince 1913 pohřben na Vyšehradském hřbitově.

## Dílo
- ŠKRDLE, Tomáš: Zásluhy českého, moravského a slezského duchovenstva o zakládání knihoven. Praha 1899
- ŠKRDLE, Tomáš (ed.): Almanach na oslavu Lva XIII. Praha 1893
- ŠKRDLE, Tomáš: Spolek sv. Vincence z Paula. Praha 1901